# Peperomia parvulifolia
Peperomia parvulifolia är en pepparväxtart som beskrevs av William Trelease. Peperomia parvulifolia ingår i släktet peperomior, och familjen pepparväxter. Inga underarter finns listade i Catalogue of Life.